# Uganda
L'Uganda, ufficialmente Repubblica dell'Uganda, è uno Stato dell'Africa orientale, con capitale Kampala. Confina a nord con il Sudan del Sud, a est con il Kenya, a sud con la Tanzania e il Ruanda e a ovest con la Repubblica Democratica del Congo; non ha sbocchi al mare. La parte meridionale del territorio comprende una parte sostanziosa del Lago Vittoria che, per il resto, appartiene a Kenya e Tanzania.
L'Uganda è una repubblica dittatoriale con un sistema politico non partitico; attualmente il capo di Stato è Yoweri Museveni e il capo del governo è Robinah Nabbanja. Le lingue ufficiali sono l'inglese e lo swahili, mentre il costume tradizionale è il kanzu. Il suo nome deriva dall'antico regno Buganda, che comprendeva la sezione meridionale del paese, in cui è inclusa la capitale Kampala.

## Storia

### Storia pre-coloniale
La più antica etnia insediata sul territorio dell'attuale Uganda è quella Twa (un popolo di pigmei); circa 2 000 anni fa nell'area si insediarono popolazioni di Bantu che scacciarono i Twa ma furono a loro volta incalzati da etnie nilotiche provenienti da settentrione e costituite da popolazioni nomadi di allevatori. I conflitti fra le due etnie confinanti proseguirono per molto tempo.
A partire dal XV secolo e prevalentemente nell'area meridionale, si formarono dei regni autonomi, il più noto dei quali è quello di Buganda; gli altri regni erano quelli di Ankole, Bunyoro e Toro. Le popolazioni nilotiche insediate a settentrione si organizzarono invece in entità di dimensioni inferiori.
Nel XIX secolo gli arabi, attratti dal commercio di avorio e schiavi, formarono una fitta rete di avamposti commerciali sia nell'area dell'Africa orientale sia in quella dei Grandi Laghi; di conseguenza in alcune regioni prese piede la religione islamica mentre in altre rimasero prevalenti le religioni originarie.

### Epoca coloniale
Intorno al 1860 gli esploratori britannici John Hanning Speke e James Augustus Grant scoprirono le sorgenti del Nilo; nello stesso periodo iniziò la colonizzazione europea dell'Africa orientale. I primi ad insediarsi nella regione furono i missionari protestanti nel 1877, seguiti dai cattolici nel 1879, che in tempi molto brevi riuscirono a convertire diversi gruppi di popolazione. L'Uganda, nel 1888, fu posta sotto il controllo della Compagnia britannica dell'Africa Orientale e nel 1894 divenne un protettorato britannico. Lo rimase fino al 1962, anno dell'indipendenza. In epoca coloniale nella parte meridionale del paese venivano coltivati cotone e caffè; per trasportare le merci venne costruita la ferrovia dell'Uganda che congiungeva Mombasa a Kampala transitando da Nairobi.
Durante questo periodo furono poste le basi per la grande divisione del paese, tra le zone a nord e al sud del fiume Nilo. Mentre nella zona meridionale furono favorite le coltivazioni (cotone, cacao, gomma, caffè), le popolazioni settentrionali (acholi e langi) furono perlopiù assorbite nell'esercito.

### Gli inizi dell'indipendenza
Negli anni cinquanta iniziò un processo di democratizzazione del paese, nacquero i partiti politici e il congresso. Il 9 ottobre 1962 il paese divenne indipendente.
Al momento dell'indipendenza nel 1962 la costituzione prevedeva un sistema semi-federale, che concedeva sufficiente spazio alle élite politiche tradizionali. Il delicato equilibrio tra il re del Buganda, primo Presidente del paese, e il suo primo ministro Milton Obote, un lango del nord, durò poco e già nel 1966 Obote prese d'assalto con l'esercito il palazzo presidenziale.

### Idi Amin Dada

Idi Amin Dada

Idi Amin Dada era originario della regione del Nilo Occidentale. Fece carriera all'interno delle forze armate, arrivando a diventare il Capo di Stato Maggiore dell'esercito di Obote: forte del sostegno delle forze armate, nel 1971 fu autore di un colpo di stato che depose Obote.
Amin governò col sostegno dell'esercito per il decennio seguente. Il dittatore temeva il predominio degli acholi e dei langi nell'esercito e ne iniziò la persecuzione, con uccisioni in massa. Espulse inoltre dal paese la numerosa popolazione asiatica, e nazionalizzò piantagioni e altre attività commerciali britanniche. In questo periodo crebbe anche la tensione fra l'Uganda e la Tanzania (che aveva accolto Obote e altri profughi ugandesi), che sfociò alla fine degli anni settanta nella guerra ugandese-tanzaniana. Si mosse su posizioni anti-semite, interrompendo la forte collaborazione con Israele promossa da Obote e avvicinandosi alle posizioni arabe (principalmente di Libia ed Egitto) e sostenendo apertamente l'Organizzazione per la Liberazione della Palestina.
I tanzaniani, sostenuti anche dai ribelli dell'UNLA (Uganda National Liberation Army, "Esercito di liberazione nazionale dell'Uganda") presero nel 1979 la capitale Kampala e deposero Amin. Dopo alcuni mandati presidenziali di breve durata, nel 1980 tornò al potere Milton Obote, e si aprì una stagione di vendette contro i sostenitori di Amin.

### Le guerre civili
All'inizio degli anni 1980 Yoweri Kaguta Museveni creò il NRA (National Resistance Army o "Esercito di resistenza nazionale") con base nella regione di Luweero, a nord di Kampala e iniziò la guerriglia, a cui Obote rispose con uccisioni di massa: durante l'"Operazione Bonanza" nel 1983 la Croce Rossa denunciò l'uccisione di 300.000 persone.
Nel gennaio 1985 Obote fu nuovamente destituito dal generale acholi Tito Okello Lurwa dell'UNLA, che inizialmente acconsentì a negoziare la pace con il NRA di Museveni. 
I negoziati durarono poco e nel gennaio 1986 il NRA prese Kampala, mentre le forze dell'UNLA si riorganizzarono in Sudan e nel nord del paese come UPDA (Uganda People's Democratic Army o "Esercito democratico del popolo dell'Uganda"). Nel 1987 venne sconfitto anche l'HSM (Holy Spirit Mobile Force o "Forza mobile dello Spirito Santo") di Alice Auma Lakwena, detta "la strega del nord", che si diceva messaggera di Dio e affermava di avere poteri sovrannaturali. Dopo la sconfitta riparò in Kenya.
Musuveni esercitò una repressione ferrea nei confronti dell'UPDA e dell'HSM. Il 3 giugno 1988 il comandante dell'NRA, il maggiore Salim Saleh, firmò un accordo di pace con i comandanti dell'UPDA, offrendo un'amnistia a tutti i ribelli che avessero accettato la smobilitazione. La maggior parte dei combattenti accettò l'amnistia e l'UPDA cessò di esistere.
Verso la fine del 1987 Joseph Kony, un presunto cugino di Alice, che ugualmente si dichiarava dotato di poteri soprannaturali, fondò il proprio movimento, chiamato inizialmente Lord's Salvation Army ("Esercito di salvezza del Signore"), poi United Salvation Christian Army ("Esercito cristiano di salvezza unito") e infine, dal 1994, LRA o Lord's Resistance Army ("Esercito di Resistenza del Signore"), con l'obiettivo di prendere il potere e governare secondo i dieci comandamenti (introducendo anche alcuni elementi dell'islam).
Gli attacchi dell'LRA, sostenuto dal Sudan, si diressero anche contro le popolazioni civili, specialmente della stessa etnia di Kony, gli Acholi; l'esercito ribelle perse perciò rapidamente l'appoggio popolare di cui aveva goduto l'HSM e fu costretto a procedere mediante arruolamenti forzati e rapimento di bambini. Dalle testimonianze di giovani fuggiti dall'LRA si parla di numerose atrocità, stupri, uccisioni e mutilazioni compiute verso i bambini sequestrati e verso i villaggi attaccati.

### Ultimi anni
È stata approvata nel 1995 una nuova costituzione, che rinviò al 2001 il passaggio al multipartitismo, che è effettivamente avvenuto solo grazie ad una consultazione referendaria nel 2005. Il presidente Yoweri Kaguta Museveni venne rieletto nel 1996 e nel 2001, ma nelle province settentrionali continua la guerriglia dell'LRA, appoggiata dal Sudan. Grazie ai nuovi armamenti l'LRA ha esteso la propria sfera di azione creando gravi problemi umanitari. 
Nel 1996 l'Uganda sostenne fortemente Laurent-Désiré Kabila nella prima guerra del Congo, e fu a favore della destituzione del dittatore Mobutu.
Negli anni novanta sono stati molti gli scontri con i paesi vicini, anche con il Sudan, che è colpevole di supportare i combattenti dell'LRA. Proprio per questo, il paese ha in passato interrotto le relazioni diplomatiche con il suo vicino.
Dal 1998 al 2002 l'Uganda intervenne nella Seconda guerra del Congo, dando appoggio ai gruppi ribelli del paese dove, assieme a Ruanda e Burundi, si scontrò contro il capo di Stato Kabila. Dopo un'invasione della Repubblica democratica del Congo, e dopo essere arrivati alle porte di Kinshasa, l'esercito ugandese, ruandese e burundese sono fermati dall'alleanza di stati in difesa del Congo, Sudan, Zimbabwe, Angola, Namibia, e Ciad soprattutto, dando così il nome alla seconda guerra del Congo di Grande guerra africana. Il 6 settembre 2002 viene firmata la pace di Luanda, tra Uganda e RDC, in cui l'Uganda rinunciò a tutte le pretese territoriali e militari nel territorio dell'ex colonia belga, senza però essere formalmente sconfitta. La Grande guerra africana si combatté quasi totalmente fuori dal territorio della nazione, che poté pagare di tasca propria i suoi soldati, senza indebitamenti con l'occidente, grazie allo sfruttamento delle miniere e del legname dei territori occupati. Per questo non ne fu particolarmente danneggiata.
Questo sottolineò l'importanza politica dell'Uganda negli affari dell'Africa centrale.

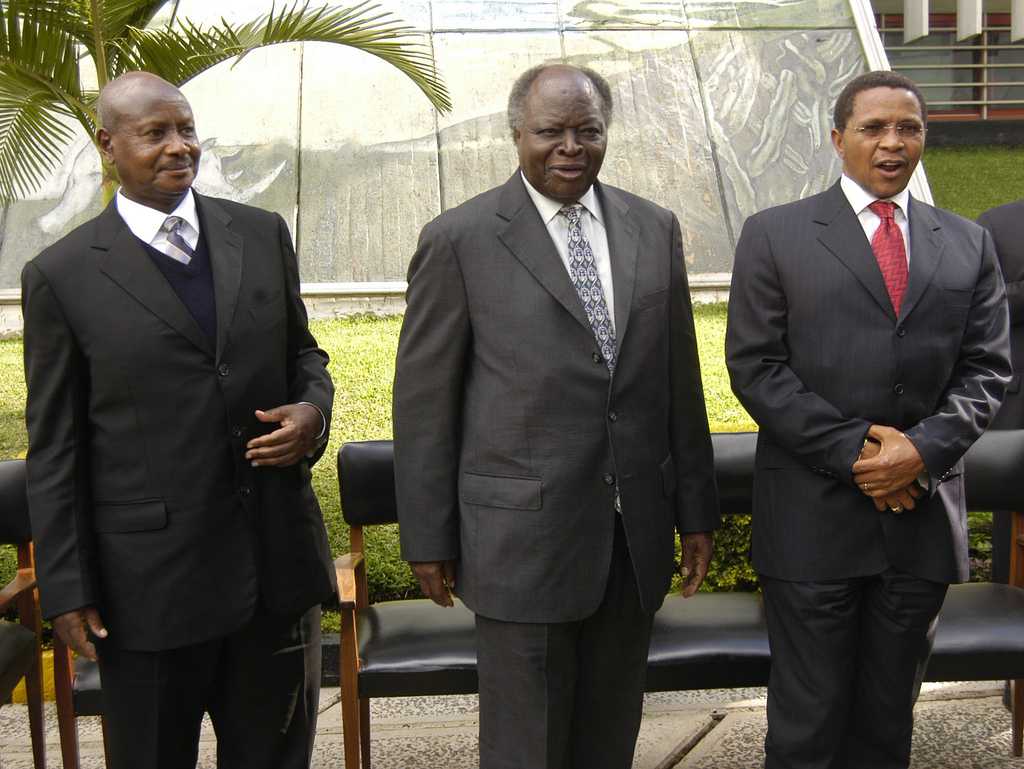
A sinistra il presidente dell'Uganda Yoweri Museveni, con al centro e a destra Mwai Kibaki e Jakaya Kikwete, rispettivamente capi di Stato di Kenya e Tanzania. Con i due paesi è stata creata nel 1999 una comunità economica dell'Africa dell'Est.

Nelle elezioni presidenziali del febbraio 2006 Museveni è stato confermato per la terza volta nella carica, cosa permessagli in seguito ad una riforma costituzionale del 2005. Queste sono state le prime elezioni aperte a più partiti, da 26 anni. L'opposizione, guidata da Kizza Besigye (in passato imprigionato e poi scarcerato per ordine di Museveni) non ha ottenuto la vittoria ed ha sollevato numerose proteste per irregolarità nel voto.
Molti sono stati i progressi in campo economico e del rispetto dei diritti umani dal 1986, ma ancora gravi sono i problemi dell'Uganda, su diversi fronti. L'economia resta in condizioni generalmente precarie e il sistema dei servizi, dall'istruzione alla sanità, presenta problematiche di non facile risoluzione. Ormai Museveni è in carica da molti anni, e benché non ci siano svolte politiche in vista non mancano i dubbi sul futuro.

## Geografia

### Territorio
Il territorio dell'Uganda è caratterizzato dalla presenza di numerosi laghi, fiumi (il più importante dei quali è il Nilo bianco), foreste equatoriali e savane. Nella parte meridionale è attraversato dall'Equatore. La superficie complessiva è pari a 241038 km², 36 330 dei quali sono acque interne.
Gran parte del paese è situato su un altopiano a circa 1000 m s.l.m. con un clima piuttosto ricco di precipitazioni; solo la parte settentrionale è semiarida. Il punto meno elevato del paese è in corrispondenza del basso corso del Nilo a circa 610 m s.l.m. mentre la vetta più elevata è il Monte Stanley (5110 m s.l.m.) nella catena del Ruwenzori.

### Clima
Per la maggior parte dell'anno l'Uganda ha un clima soleggiato con temperatura raramente sopra i 29 gradi. La temperatura media è di circa 26 gradi, con un massimo di 18-35 gradi e minimo 8-23 gradi a seconda della parte del Paese. Il clima dell'Uganda è ideale, variando dal caldo dei bassopiani al fresco degli altopiani del Kigezi a Sudovest. Le stagioni delle piogge sono tra febbraio- aprile e agosto- ottobre. La stagione secca è tra novembre e febbraio e tra giugno e agosto. Ci sono solo 2 stagioni, la stagione secca e la stagione delle piogge. Il regime delle piogge consente due semine e due raccolti per anno in gran parte del Paese, senza bisogno di irrigazione.

### Ecosistemi

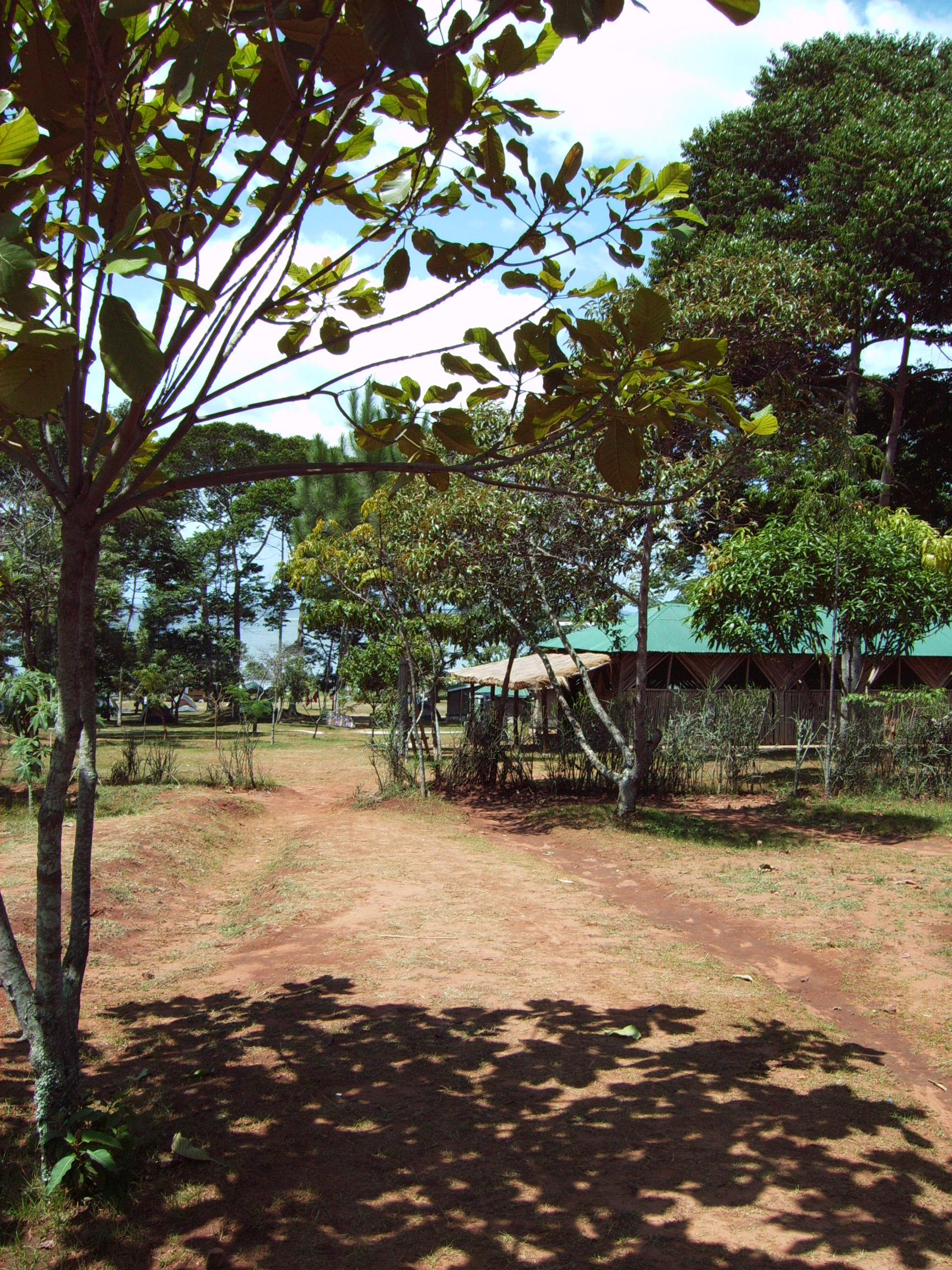
Kalangala Island

Solo una piccola parte del paese è occupato dalla foresta equatoriale, concentrata prevalentemente sulle pendici della catena del Ruwenzori, con piccole aree di foresta intorno ai laghi centrali. Le piante che vi si trovano sono mogani, iroko e altre piante ad alto fusto sotto le quali prolifera un ricchissimo sottobosco.
Dove la foresta è stata abbattuta o vi sono stati incendi sono ricresciute specie a crescita rapida, dando vita alla cosiddetta foresta secondaria, un impenetrabile insieme di bambù, liane e felci.
Nelle aree meno piovose si è sviluppata, intorno ai corsi d'acqua, la foresta a galleria, habitat di ippopotami e coccodrilli ma anche di insetti portatori di malattie come la malaria (zanzare del genere Anopheles), la malattia del sonno (Glossina palpalis) e la febbre gialla (Aedes aegypti).
L'istituzione dei primi parchi nazionali in Uganda risale al 1952; il provvedimento trasformò il paese in un'ambita meta turistica nell'Africa orientale, ma il turismo subì una battuta d'arresto con i conflitti degli anni settanta e ottanta che danneggiarono notevolmente le infrastrutture e compromisero in parte il programma di tutela ambientale.

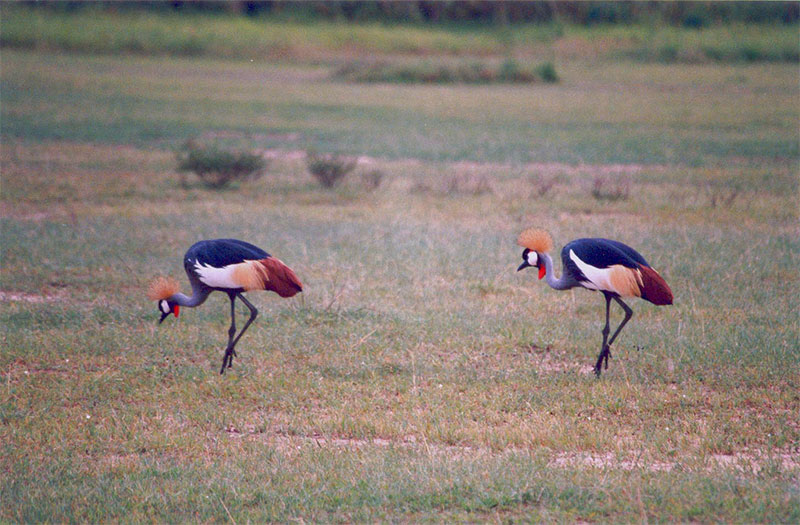
Gru coronate nel Murchison Falls National Park.

Nella metà degli anni ottanta il sistema delle aree protette è stato riorganizzato, sono stati istituiti nuovi parchi nazionali e la gestione delle aree protette è passata sotto l'egida del Ministero del Turismo. Le aree protette rappresentano infatti un'importante risorsa economica per il paese.
Attualmente i parchi nazionali sono i seguenti:
- Parco nazionale impenetrabile di Bwindi (Patrimonio dell'umanità dell'UNESCO)
- Parco nazionale di Kibale Forest
- Parco nazionale della Kidepo Valley
- Parco nazionale del lago Mburo
- Parco nazionale dei gorilla di Mgahinga
- Parco nazionale del monte Elgon
- Parco nazionale delle Cascate Murchison
- Parco nazionale della Regina Elisabetta
- Parco nazionale dei Monti Rwenzori (Patrimonio dell'umanità dell'UNESCO)
- Parco nazionale di Semuliki

## Popolazione

### Demografia

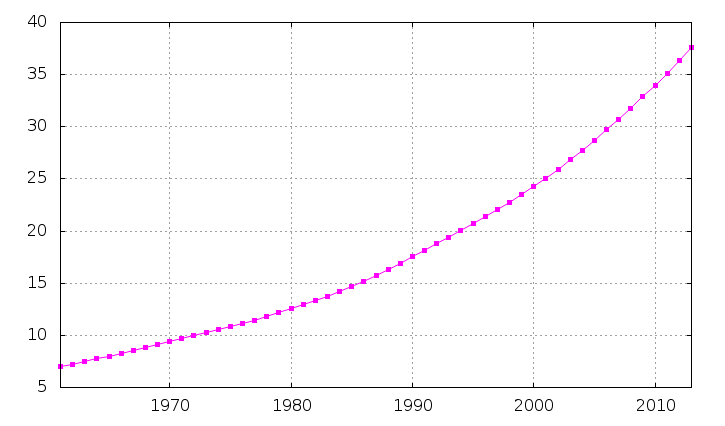
Crescita demografica dell'Uganda dal 1961 al 2003.

La popolazione ugandese, secondo una stima del 2016, ammonta a quasi 35 milioni di abitanti e quasi il 50% di essi ha un'età inferiore ai 15 anni.
Il paese, analogamente a quasi tutta l'Africa, ha visto una rapida crescita demografica a partire dai primi decenni del secolo scorso, quando il paese contava probabilmente non più di 2 milioni di abitanti; Le cause di questo aumento sono da ricercarsi nella diminuzione del tasso di mortalità, che precedentemente a questi decenni era molto alto a causa delle numerose malattie tropicali e dell'assoluta scarsità di cure mediche. Il primo censimento ufficiale, datato 1948, registrò 4,9 milioni di abitanti; una stima del 1966 riportava circa 7,7 milioni di abitanti, saliti a circa 14 milioni nel 1983 e a quasi 25 milioni al censimento 2002. Questa elevata crescita naturale della popolazione non si è arrestata: nel 2012 il tasso di accrescimento annuo della popolazione è risultato pari a circa il 3,3%, uno dei maggiori al mondo, conseguenza di un tasso di natalità ancora elevatissimo (quasi 4,5%) e di un tasso di mortalità relativamente basso, poco superiore all'1%. Queste cifre si traducono in una età mediana della popolazione estremamente bassa, poco sopra i 15 anni.
La densità di popolazione sfiora i 150 ab./km², anche se il valore effettivo è ancora maggiore se si considera l'ampia superficie coperta da acque interne. La distribuzione non è tuttavia uniforme, dal momento che le regioni meridionali e centrali, attorno alle coste del lago Vittoria, vedono addensamenti di popolazione molto maggiori a causa delle più favorevoli condizioni ambientali (climatiche ed edafiche). All'opposto, alcune aree delle regioni settentrionali (in particolare la regione nordorientale) ha densità di popolamento molto minori, essenzialmente a causa dell'aridità climatica e alla povertà dei suoli.
Il tenore di vita della popolazione ugandese è basso, come testimoniato sia dai dati economici (il PIL pro capite è di 1424 $) che dai dati demografici: la mortalità infantile è attualmente superiore al 6% e l'aspettativa di vita è pari a circa 54 anni; sia l'una che l'altra percentuale hanno fatto comunque registrare miglioramenti negli ultimi anni.

### Urbanesimo

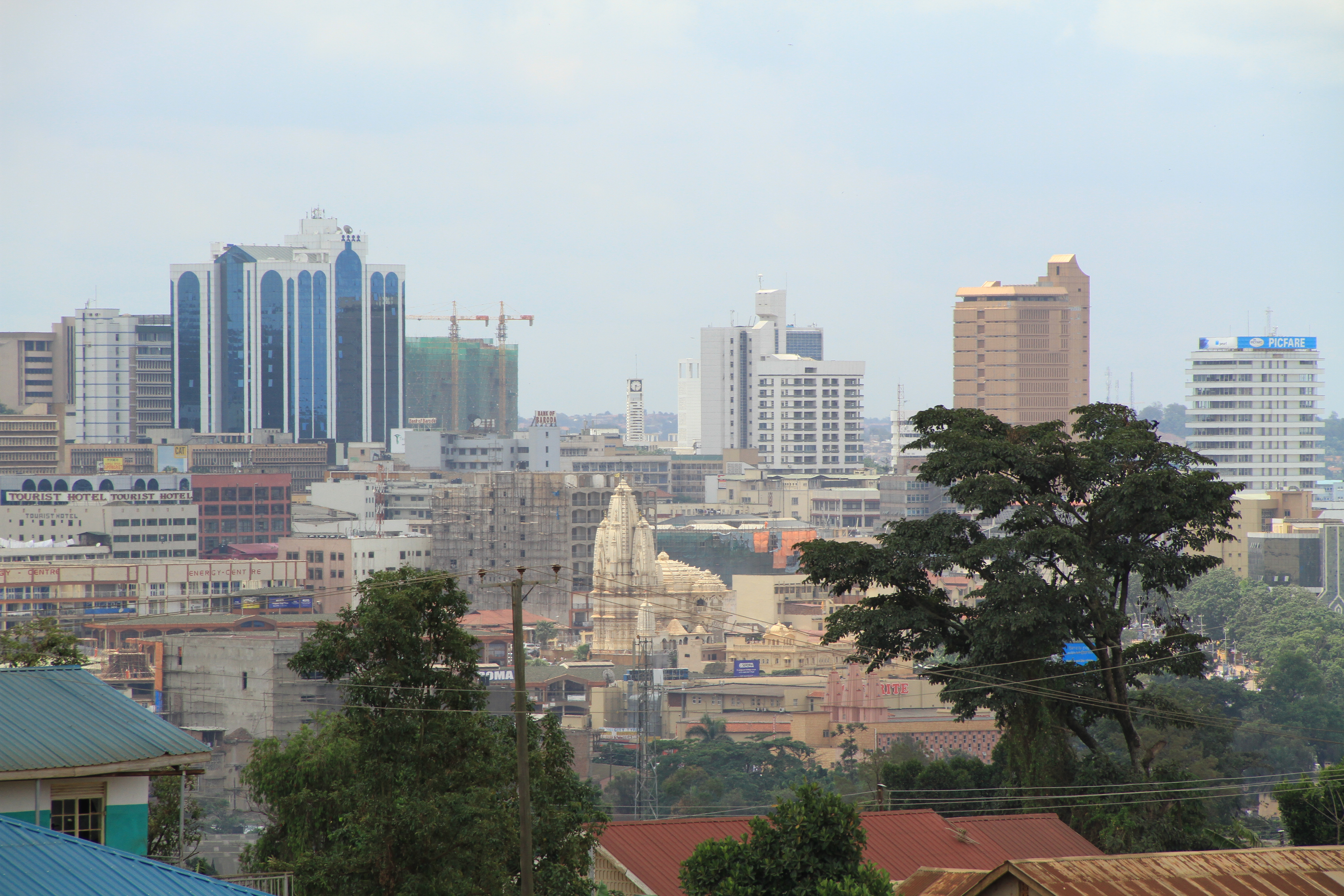
La zona centrale di Kampala.

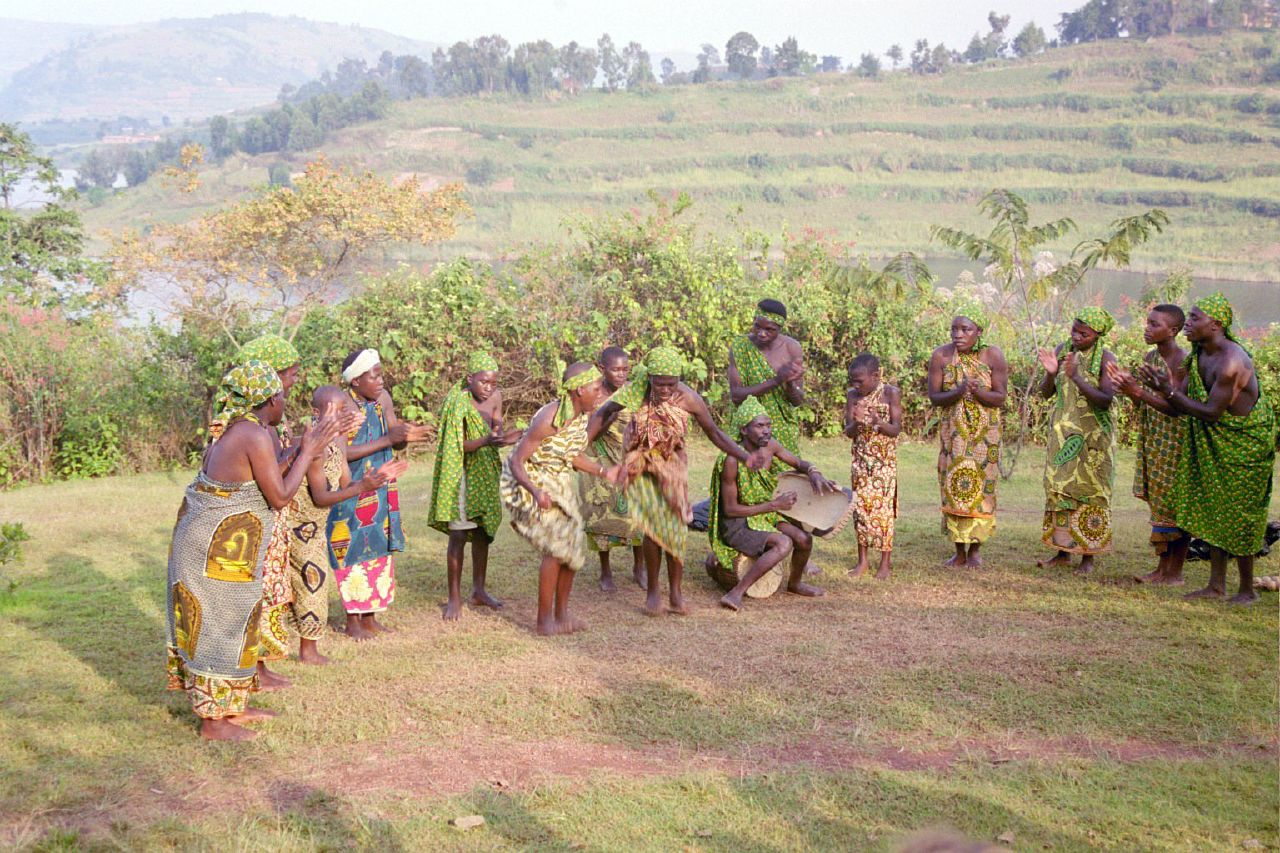
Gruppo di pigmei twa, originari abitanti del territorio ugandese.

Il tasso di popolazione urbana dell'Uganda è uno dei più bassi del mondo (nel 2012 era pari al 14%). L'unica città di dimensioni rilevanti, e anche l'unica con una popolazione superiore al milione, è la capitale Kampala, con una popolazione di circa 1,6 milioni di abitanti, situata nella parte meridionale del territorio sulle sponde settentrionali del lago Vittoria.
Gli altri centri urbani ugandesi hanno una popolazione molto inferiore e un rilievo esclusivamente locale; fra i principali sono Lira (109 000 ab.), situata nella parte centro-settentrionale e capoluogo della subregione dei lango; Gulu (154 000 ab.), il maggiore centro urbano dell'Uganda settentrionale; Jinja (90 000 ab.), importante centro commerciale posto sulle coste del lago Vittoria; Mbale (92 000 ab.), posta a breve distanza dal confine orientale con il Kenya; Kasese (74 000 ab.), posta nella parte sudoccidentale del Paese a breve distanza dal massiccio del Ruwenzori; Soroti (66 000 ab.), nella parte centrale del Paese, capoluogo della subregione di Teso; Entebbe (80 000 ab.), posta a pochi chilometri di distanza dalla capitale Kampala, nota per ospitare l'omonimo aeroporto internazionale. Altri centri urbani di rilievo sono Arua (59 000 ab.), Fort Portal (47 000 ab.) e Tororo (44 000 ab.).

### Gruppi etnici
L'Uganda è posta in una sezione delle alteterre estafricane dove si ha l'incontro di popolazioni di varia origine. L'originario substrato etnico del Paese era rappresentato da sparse popolazioni khoisanidi e pigmoidi, non agricole, alle quali si sono sovrapposte popolazioni di agricoltori e pastori provenienti da nord e da ovest. Nella parte centromeridionale risiedono da vari secoli popolazioni di ceppo bantu, giunte in questa regione provenendo dalle loro terre originarie fra il Camerun e la Nigeria orientale, mentre nella parte centrosettentrionale sono stanziati popoli di origine nilotica e sudanese.
La principale popolazione bantu dell'Uganda è rappresentata dai baganda o ganda (ba- è il prefisso collettivo che indica il popolo nelle lingue bantu), stanziati lungo le sponde settentrionali del lago Vittoria, eredi di uno dei regni più potenti della zona (Buganda) e che ancora oggi costituiscono il gruppo etnico maggioritario (circa il 16,5% del totale) e più influente dell'Uganda a livello politico. Le altre popolazioni bantu ugandesi sono i banyankole (9,6%), i basoga (8,8%), i bakiga, (7,1%), i bagisu (4,6%). In totale, i bantu costituiscono più della metà degli abitanti.
Fra le popolazioni sudanesi e nilotiche, che occupano la parte settentrionale, le più rilevanti dal punto demografico e politico sono gli iteso (7%), i lango (6,3%), gli acholi (4,4%), e i lugbara (3,3%).
Tra i non africani, i più numerosi sono gli asiatici, seguiti da piccole minoranze europee ed arabe, il cui numero si è tuttavia ridotto negli ultimi anni.

### Lingue

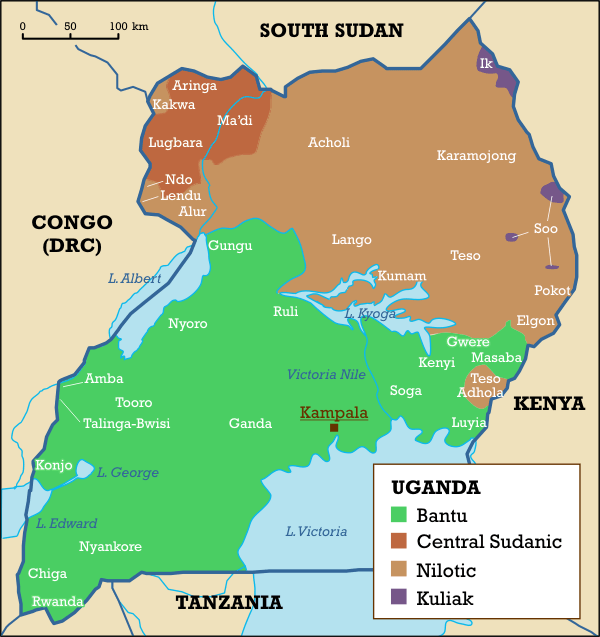
Carta linguistica dell'Uganda.

In Uganda vengono parlate circa 40 lingue, per la maggior parte appartenenti a due distinte famiglie linguistiche indigene africane: nel centro-sud sono diffuse lingue bantu (famiglia Niger-Congo), caratteristica questa che accomuna l'Uganda al resto dell'Africa centro-meridionale, mentre nel nord del Paese sono diffuse parlate nilo-sahariane (lingue nilotiche e sudanesi).
A questa situazione di estrema frammentazione linguistica, comune del resto a quasi tutti gli Stati dell'Africa subsahariana, si è cercato di porre rimedio tramite l'adozione di due lingue ufficiali, l'inglese e lo swahili. L'inglese è rimasto la lingua ufficiale anche dopo l'indipendenza, sebbene sia parlato fluentemente solo da una limitata parte della popolazione. Lo swahili è stato invece dichiarato lingua ufficiale nel 2005, dopo che, in precedenza, aveva già ricevuto questo status da Idi Amin; il suo utilizzo è abbastanza comune nelle attività commerciali.
Fra le varie altre lingue diffuse in Uganda, la maggiore è il luganda (o ganda), una lingua bantu, oggi di uso comune (anche nell'istruzione) per più di quattro milioni di persone (stanziate nella parte meridionale del paese, nella regione di Buganda e a Kampala) e che costituisce, di fatto, una lingua nazionale. Altre lingue bantu di rilievo regionale sono il soga (2 milioni di parlanti), il chiga (o kiga, 1,6 milioni), il masaaba (1,1 milioni) e il nyankore (2,3 milioni). Fra le lingue nilo-sahariane, parlate nel centro-nord, le più rilevanti per numero di locutori madrelingua sono l'acholi (1,2 milioni di parlanti), il lango (1,5 milioni) e il teso (1,6 milioni).

### Religioni
Come per tanti altri aspetti, anche per la religione l'Uganda è un paese molto vario.
Circa l'85% della popolazione è cristiana; fra questi i due gruppi più numerosi sono i cattolici (45%) e gli anglicani (35%). Il 12% degli ugandesi sono musulmani sunniti. Il 2% della popolazione professa religioni tradizionali africane, mentre le altre confessioni non cristiane, che assommano allo 0,7%, comprendono soprattutto induisti.
Nella capitale Kampala si trova una delle otto case di culto della religione bahai presenti nel mondo, la cui costruzione cominciò nel 1958; proprio la fede bahai è presente qui più che in qualsiasi altro Stato africano.
Vi è inoltre una piccola comunità di religione ebraica, gli Abayudaya presso Mbale composta da circa 500 persone.
Secondo il censimento 2002 la suddivisione della popolazione per religione è la seguente:
| Religione                                      | Dato 1991  | % 1991 | Dato 2002  | % 2002 |
| ---------------------------------------------- | ---------- | ------ | ---------- | ------ |
| Cattolicesimo                                  | 7 426 511  | 44,5   | 10 242 594 | 41,9   |
| Chiesa anglicana                               | 6 541 830  | 39,2   | 8 782 821  | 35,9   |
| Islam                                          | 1 758 101  | 10,5   | 2 956 121  | 12,1   |
| Pentecostali                                   | ---        | --     | 1 129 647  | 4,6    |
| Chiesa cristiana avventista del settimo giorno | 179 624    | 1,1    | 367 972    | 1,5    |
| Chiesa ortodossa                               | 4 738      | 0,0    | 35 505     | 0,1    |
| altre confessioni cristiane                    | 101 914    | 0,6    | 286 581    | 1,2    |
| Bahá'í                                         | ---        | --     | 18 614     | 0,1    |
| altre confessioni non cristiane                | 658 987    | 4,0    | 159 259    | 0,7    |
| Religioni tradizionali                         | ---        | --     | 241 630    | 1,9    |
| Totale                                         | 16 671 705 | 100,0  | 24 433 132 | 100,0  |

Fonte: Uganda Bureau of Statistics (UBOS),  (pdf)

## Ordinamento dello stato

### Suddivisione amministrativa
L'Uganda si suddivide in 4 regioni, a loro volta suddivise in distretti, pari complessivamente a 111. I distretti si articolano in 146 contee e 13 municipalità; le contee, infine, si suddividono in subcontee e queste in parrocchie e villaggi.
Un'ulteriore suddivisione è poi quella delle cosiddette monarchie subnazionali, prive di funzioni amministrative e dotate di una valenza puramente storico-culturale; esse si presentano come prosecuzione dei regni che, prima della colonizzazione del Paese, insistevano sul territorio ugandese. Tali monarchie, definitivamente abolite nel 1966 da parte del Presidente ugandese Milton Obote, sono state restaurate nel 1993 dal Presidente Yoweri Museveni: si tratta dei tradizionali regni di Buganda, Bunyoro, Busoga e di Toro, ai quali si è aggiunto il regno di Rwenzururu, costituitosi nel 1963 in seguito alle spinte autonomistiche della regione. Per converso, non è stato ricostituito il regno di Ankole.
| Localizzazione | Bandiera | Regno      | Capoluogo   | Re                     |
| -------------- | -------- | ---------- | ----------- | ---------------------- |
|                |          | Buganda    | Mengo       | Muwenda Mutebi II      |
|                |          | Bunyoro    | Hoima       | Solomon Iguru I        |
|                |          | Busoga     | Bugembe     | William Gabula Nadiope |
|                |          | Toro       | Fort Portal | Rukidi IV              |
|                |          | Rwenzururu | Kasese      | Charles Wesley Mumbere |
|                |          | Ankole     | -           | -                      |

### Istituzioni

#### Istruzione

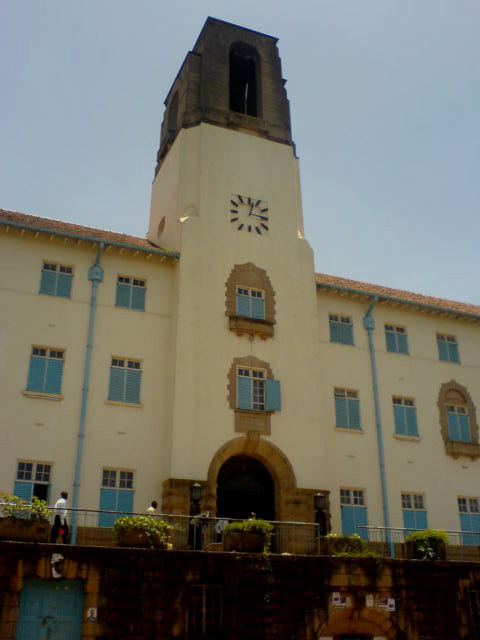
Torre della Makerere University.

Dopo l'indipendenza l'Uganda ha mantenuto un sistema scolastico basato sulle caratteristiche di quello vigente in epoca coloniale. L'educazione primaria (Primary School) dura 7 anni e inizia intorno ai 6/7 anni, segue un ciclo di quattro anni (Secondary School) e due anni di scuola superiore prima di accedere, eventualmente, all'università o ad altre istituzioni simili.
Dal 1997 è garantita la formazione gratuita (ciclo primario) per 4 bambini per nucleo famigliare (la media è di 8 figli per famiglia). Ciò ha provocato un drastico aumento della frequenza scolastica, tuttavia, soprattutto nelle aree rurali, sono ancora molti i bambini che non accedono alle scuole per mancanza di strutture nei luoghi di residenza oppure per mancanza di risorse economiche da parte delle famiglie. Una volta completato il ciclo primario è possibile proseguire con il ciclo secondario oppure frequentare dei corsi triennali in scuole professionali. Solo il 40% circa degli studenti accede al ciclo secondario.
Sia il ciclo secondario che l'università sono a pagamento; il 95% circa degli studenti universitari frequenta la Makerere University, l'unica finanziata dal governo, i rimanenti nelle altre 5 università del paese.
La Makerere University è stata fondata nel 1922 come Makerere College .
Nella città di Aboke ha sede la famosa Saint Mary College School

#### Sanità

##### Aids
L'Uganda è stato indicato come raro caso di successo nella lotta al virus dell'HIV del continente africano. Una varietà di approcci contro l'Aids sono stati messi in atto dal governo: educazione alla monogamia, astinenza sessuale, promozione dell'uso del preservativo.
Alla fine degli anni ottanta oltre il 30% dei cittadini ugandesi aveva contratto il virus dell'HIV. Secondo le fonti governative la percentuale sarebbe scesa al 10% verso la fine degli anni novanta, e avrebbe raggiunto un insperato 4,1% nel dicembre 2003. Dal 1986 l'allora presidente Yoweri Katuga Musevini aveva iniziato la sua campagna: "evitare l'Aids è un dovere patriottico". La sigla "Abc" ne riassumeva le intenzioni: (a) Astinenza, (b) fedeltà, e (c) preservativo.
Durante i primi anni dell'ABC l'uso dei preservativi non era uno degli elementi principali della campagna per la lotta contro l'AIDS. Il presidente Museveni disse: "Ci dicono che tra noi e la distruzione del nostro continente c'è solamente un sottile strato di gomma...i preservativi non possono diventare il mezzo principale per fermare il corso dell'AIDS." Aggiunse che i profilattici dovrebbero essere usati "se non si è in grado di gestire la A e la B... come un'ultima risorsa."
Nel 1992 nacque l'Ugandese Aids Commission; come conseguenza, nel '98 il tasso di ragazzine incinte fra i 15 e i 24 anni affette dal virus sarebbe sceso dal 21% dell'anno prima al 9,7%. La Banca Mondiale aveva concesso 50 milioni di dollari nel 1994 e concederà altri 47 milioni nel 2001 per quella che sembrava essere una campagna vittoriosa contro l'Aids.
Alcune ricerche più recenti mettono però in guardia da un eccesso di ottimismo: secondo una ricerca pubblicata nel 2002 dal giornale medico The Lancet, le statistiche sarebbero state distorte da un'errata generalizzazione a tutta la popolazione di quanto sarebbe stato misurato in piccole cliniche di città.
Secondo UNAIDS, il sito mondiale che si occupa di AIDS il tasso di persone affette oggi dall'HIV in Uganda si aggirerebbe sul 7,2%.
Da segnalare una campagna condotta in Uganda dagli Stati Uniti in favore dell'astinenza sessuale, che è stata criticata per la sua efficacia da Human Rights Watch.

##### Ebola
Un gran numero di casi di Ebola è stato rilevato in Uganda. In particolare il St. Mary Lacor Hospital di Gulu è stato protagonista di lotte ripetute contro il virus, quasi sempre con successo, riuscendo a limitarne la diffusione altrove. Un'epidemia, verificatasi nei mesi di settembre e ottobre del 2007, concentratasi nel distretto di Gulu risulta essere debellata. L'ultimo caso registrato di Ebola è stato comunicato ufficialmente dal Ministero della Salute ugandese il 28 luglio 2012.

## Politica

### Politica interna

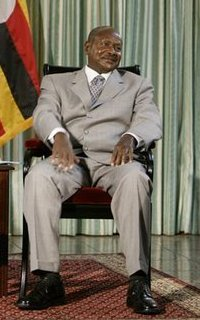
Yoweri Museveni, presidente dell'Uganda.

Il Presidente dell'Uganda è sia il capo dello Stato che il capo del governo. Al presidente spetta la nomina del Primo ministro che affianca il presidente nell'attività politica. La Costituzione dell'Uganda risale all' 8 ottobre 1995.
Il parlamento è costituito dall'Assemblea nazionale (National Assembly) composta da 303 parlamentari, 86 dei quali sono nominati da vari gruppi di interesse che includono associazioni femminili e l'esercito. I rimanenti parlamentari sono eletti tramite elezioni e restano in carica cinque anni.
Nel 1986, in un tentativo di ridurre la conflittualità e le violenze fra le diverse fazioni, furono introdotte restrizioni all'attività dei partiti politici; Museveni introdusse un sistema democratico non fondato sui partiti che, pur continuando ad esistere, non potevano più partecipare alle campagne elettorali né presentare direttamente dei candidati. Un referendum costituzionale del 2005 ha modificato questa situazione.
Il Paese fa parte dal 1986 dell'Autorità intergovernativa per lo sviluppo, organizzazione politico-commerciale formata dai paesi del Corno d'Africa.
Le elezioni presidenziali del 2016 videro tra i candidati Kizza Besigye. Vincitore delle elezioni fu dichiarato Museveni, per il suo quinto mandato.
Le elezioni presidenziali del 2021 decretarono vincitore per la sesta volta Museveni, che vinse con il 58,64% mentre il suo sfidante più accreditato, Bobi Wine, sostenuto dalla Piattaforma di Unità Nazionale, raggiunse il 34,83%.

## Società

### Diritti umani
Nonostante i significativi passi avanti compiuti in materia di rispetto dei diritti umani l'Uganda resta uno dei paesi con diversi punti di attenzione per gli organismi che si occupano di questioni umanitarie essenzialmente derivanti dal conflitto nel settentrione del paese dove, secondo fonti ONU, oltre 30 000 minori sono stati strappati dalle loro famiglie ed arruolati a forza o ridotti in schiavitù dall'inizio della guerra.
Oltre 40 000 sarebbero invece i night commuters, pendolari nella notte, che approfittano dell'oscurità per allontanarsi dalle zone di conflitto, per evitare anche di essere sequestrati.
I conflitti hanno inoltre provocato circa 1 000 000 di profughi con l'insorgere di situazioni di emergenza sanitaria (epidemie di colera e scarsità di acqua).
I dati sono confermati dall'Unicef: malaria, infezioni respiratorie e diarrea rimangono la principale causa di morte per bambini con meno di 5 anni. 20 000 bambini all'anno continuano a contrarre l'HIV dalle proprie madri. Quasi la metà dei due milioni di orfani dell'Uganda sono stati causati dall'Aids. Secondo l'Associazione per i popoli minacciati, solo nel 2005 sarebbero stati 19 000 i bambini morti in Uganda a causa della guerra civile e delle malattie. Anche la situazione interna desta a volte critiche: ad esempio l'arresto di Kizza Besigye, capo dell'opposizione, ha subito una dura condanna.
Dal punto di vista dell'istruzione media, qualche passo avanti è stato fatto: nel 1999 si è arrivati a 6 milioni di bambini iscritti alla scuola primaria, rispetto ai soli 2 milioni che furono registrati nel 1986. Un'impennata arrivò infatti nel 1997 quando la scuola pubblica fu messa a disposizione gratuitamente per quattro figli per famiglia. Ma va segnalato che oggi solamente il 40% degli alunni continua gli studi al termine dei sette anni di scuola primaria.
Le relazioni omosessuali erano accettate e comuni nella società ugandese precoloniale. L'Impero britannico introdusse leggi che punivano l'omosessualità quando l'Uganda divenne una colonia britannica. Queste leggi sono state mantenute anche dopo l'indipendenza. Il 25 settembre del 2009, è stata proposta una legge che inasprisce la pena per l'omosessualità, già prevista come reato, punendola con l'ergastolo o, in casi aggravati, con la pena di morte.

## Economia

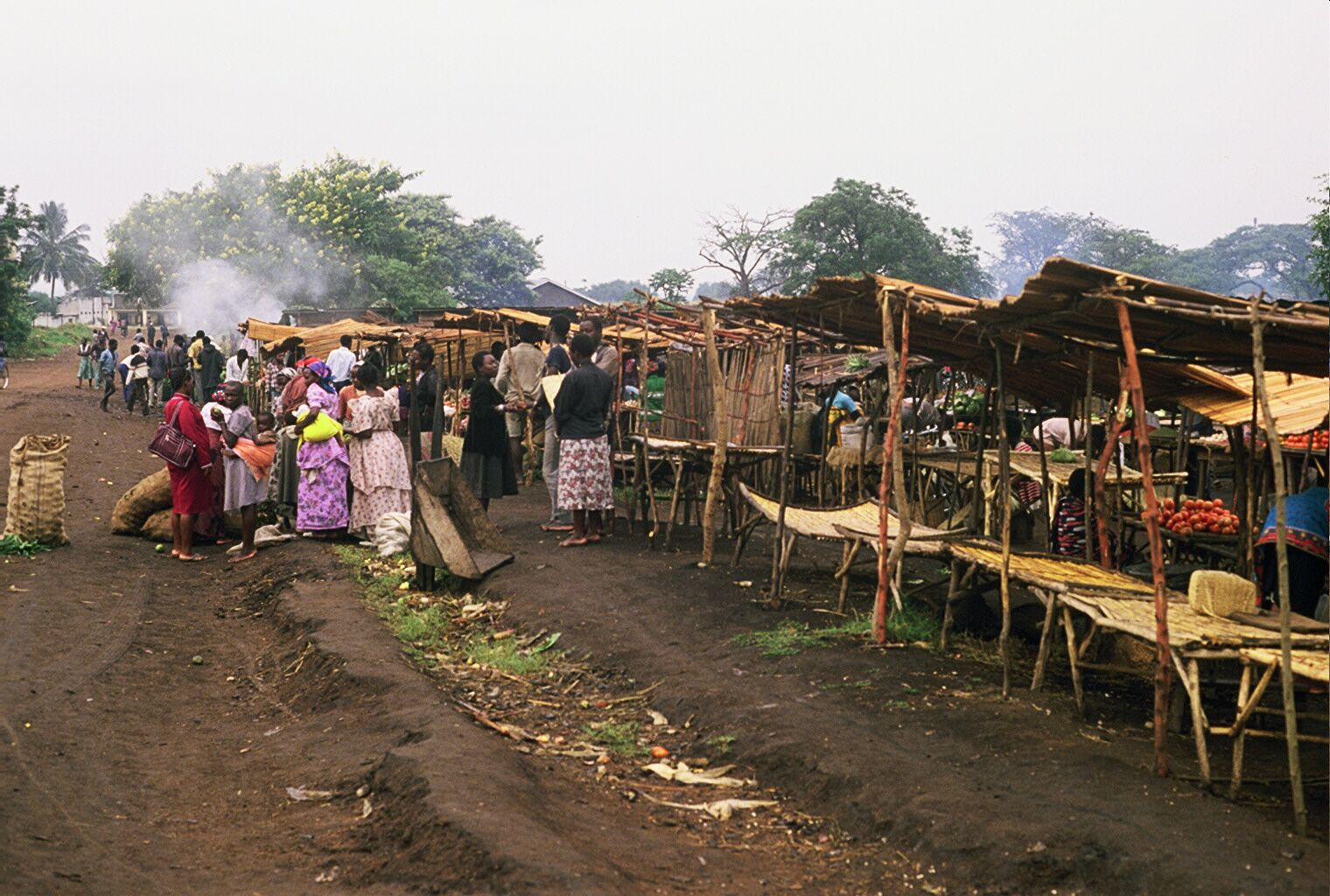
Mercato nel sud ovest dell'Uganda.

### Settore primario
L'agricoltura è il settore più importante dell'economia, ed occupa circa l'80% della forza lavoro, con il caffè come principale voce di vendita all'ingrosso. Altre colture importanti sono quelle di mais, sorgo e patate.
L'allevamento ha una voce molto importante nell'economia, e il patrimonio zootecnico nazionale è vario e vasto, anche considerata la diffusione delle pratiche pastorizie presso molte delle popolazioni autoctone

### Acqua
Secondo un rapporto pubblicato nel 2003 del Dipartimento internazionale per lo sviluppo (DFID), nel giugno 2002 solo il 55% della popolazione delle aree rurali dell'Uganda aveva accesso a fonti d'acqua sicura; questa percentuale poteva raggiungere anche il 25% in alcuni distretti. Questa statistica pone gli ugandesi fra le popolazioni meno servite al mondo. Inoltre si stima che oltre il 30% dei sistemi di approvvigionamento dell'acqua nelle zone rurali fosse nel 2002 non funzionante.
La strategia del governo per il rifornimento idrico delle aree rurali in passato faceva molto affidamento sulle ONG internazionali o sui progetti bilaterali per l'acqua. I progetti venivano avviati direttamente da singoli individui od organizzazioni. L'influenza e il coinvolgimento del governo rimasero a lungo limitati. Nel 98 il ministero avviò però la riforma del settore; nel 2000 vennero pubblicati i dati relativi alla copertura idrica del territorio, e le stime di necessità di ogni distretto. Si individuarono i primi obiettivi da raggiungere.
Nel 2001 il Governo dell'Uganda e i suoi partner di sviluppo firmarono una dichiarazione congiunta per la gestione del comparto.
In Uganda oggi ci sono circa una ventina di imprese private che competono per ricevere i contratti per la realizzazione di impianti per l'estrazione dell'acqua; alcune di queste sono state formate da ONG internazionali che altrimenti non avrebbero potuto operare, ed un esempio di questo è costituito dalla Multidev Company, nata dalla Busoga Trust.
I contratti che vengono sottoscritti dalle aziende con il governo vengono stesi ora a livello di distretti, e riguardano generalmente dai 5 ai 20 pozzi di scavo congiuntamente. Un'azienda cui vengono affidati gli scavi per la realizzazione di pompe d'acqua manuali è ad esempio l'Ugandrill Limited.

### Settore secondario
Le principali industrie sono quelle leggere, impiegate nei settori alimentare e tessile, e sono spesso collegate all'agricoltura; altra produzione importante è quella del cemento, ma fondamentale. Il settore secondario si concentra a Tororo, Kampala e Jinja. L'industria si è ben sviluppata in seguito al programma di riforme degli anni di pacificazione e stabilità interne: nel 2006 la produzione industriale è cresciuta del 5,2%, ma è da risolvere il problema della carenza di addetti, che impedisce all'industria uno sviluppo più veloce.
La pesca è un settore moderatamente sviluppato, ed è praticata specialmente nei pressi del lago Vittoria.
Le risorse minerarie presenti nel territorio ugandese non sono molte; le maggiori sono tungsteno e stagno, concentrate nel Sud-Ovest. La produzione energetica è quasi interamente idroelettrica, e si basa su una centrale collegata alla diga di Owen Falls.
Nella zona del lago Alberto sono stati scoperti ingenti quantità di petrolio. Attualmente è stata calcolata la presenza di 700 milioni di barili, mentre le stime parlano di un potenziale di 1,5 miliardi di barili da estrarre.

### Settore terziario
Il terziario, nonostante possa contare anch'esso su un numero limitato di addetti, concorre per quasi il 50% alla formazione del prodotto interno lordo.

### Commercio estero
Il commercio estero soffre di un pesante passivo, poiché le esportazioni, che si basano soprattutto sul caffè, sono inferiori non di poco alle importazioni. Le relazioni commerciali maggiori vengono intrattenute con il Kenya, che contribuisce per primo sia alle esportazioni che alle importazioni. Le vie di comunicazione hanno bisogno di essere ampliate e migliorate, e risultano complessivamente carenti, anche se sono state ricostruite degnamente dopo le distruzioni dei conflitti interni.
Dal 1986 il governo, con il sostegno di paesi stranieri e di agenzie internazionali, ha iniziato a lavorare al recupero di un'economia decimata dal regime dell'ex presidente Idi Amin e dalle guerre civili che ne sono seguite. Sono state avviate misure di recupero, come una riforma della valuta, l'aumento dei prezzi al produttore sulle esportazioni, l'aumento del prezzo dei prodotti legati al petrolio, e il miglioramento dei salari nei servizi pubblici. La svolta politica punta principalmente al controllo dell'inflazione, all'aumento delle produzioni, e ad un miglioramento di bilancio. Nel 2000 l'Uganda è entrata a far parte del programma Heavily Indebted Poor Countries (HIPC) per una riduzione del debito pari a 1,3 miliardi di dollari.
Fra il 1990 e il 2001, l'economia ugandese ha potuto vantare buone prestazioni basate su continui investimenti nelle infrastrutture, sull'aumento degli incentivi per la produzione e le esportazioni, sulla riduzione dell'inflazione, sul miglioramento graduale della sicurezza interna, e sul ritorno di imprese esiliate. Il continuo coinvolgimento dell'Uganda nella guerra nella Repubblica Democratica del Congo, la corruzione interna al governo, ed il declino nella determinazione del governo nelle riforme pongono però una seria ipoteca sul futuro della nazione, che pur a livello africano regionale si impone, ancora oggi, 20 anni dopo la grande guerra africana, l'Uganda ha un'importante presenza nell'estrazione e nello smercio di coltan dalla regione congolese del Kiva. Se dunque sono stati fatti seri progressi, la strada da percorrere per una risoluzione dei più gravi problemi dell'Uganda è comunque ancora lunga.
La crescita attorno al 2001-2002 rimase solida a dispetto del calo continuo del prezzo del caffè, il principale prodotto di esportazione dell'Uganda. Nel 2006 il PIL è cresciuto del 5,3%, e quindi nella media africana, ma fa registrare un miglioramento rispetto al 4% del 2005. Una parte non trascurabile della popolazione vive sotto la soglia di povertà, secondo le ultime stime del 2001 si tratterebbe del 35% degli abitanti. Come già accennato prima si è lavorato molto per la riduzione dell'inflazione, che è passata dal 240% del 1987 al 42% del giugno 1992, e attualmente è al 6%. Mancano dati sulla disoccupazione.
La valuta nazionale è lo scellino ugandese.

## Cultura
Essendo l'Uganda molto articolato dal punto di vista etnico, l'alto numero di gruppi etnici presenti è naturalmente portatore di culture molto varie. Le numerose etnie influiscono in modo determinante dal punto di vista culturale, molto variegati sono tradizioni e costumi passando da una parte all'altra dell'Uganda; anche la frammentazione religiosa contribuisce ad accentuare tale varietà. Tra i non africani i più influenti sono certamente gli asiatici, che, dopo essere stati espulsi da Idi Amin durante il suo regime, sono in gran parte tornati.

### Letteratura
Una produzione letteraria ugandese caratterizzata da un attento esame della situazione politica del paese si afferma nel XX secolo con autori anche di fama internazionale come Moses Isegawa, il cui primo romanzo Abyssinian Chronicles, scritto in inglese, ha venduto oltre 100 000 copie.

### Musica
La musica popolare ugandese all'inizio era costituita soprattutto da gruppi provenienti da paesi esteri, spesso lo Zaire, le cui canzoni erano in un linguaggio bantu, il Lingala. Negli anni'80 la scena musicale fu dominata da Jimmy Katumba e la sua band, gli Ebonies, che divennero sinonimo di intrattenimento in un paese economicamente in ginocchio.
Negli anni seguenti molte canzoni popolari provennero dall'album Born in Africa di Philly Lutaaya. I musicisti di questi anni rimangono, con le loro canzoni, ancora molto noti sulla scena nazionale: tra essi troviamo anche Jose Chameleon e Juliana Kanyomozi.
Musicalmente, Kampala è il cuore dell'Uganda, in particolare la zona di Wandegeya, dove è nato il kadongo kamu, genere che prende molte caratteristiche dei racconti, espressi come canzoni, accompagnati da una chitarra e, occasionalmente, una batteria. Il maggior artista di questo stile è Abdu Mulaasi. L'Afrigo Band ha dato un grande contributo alla musica nazionale. La loro musica è considerata anche educativa, oltre che di intrattenimento.

### Patrimoni dell'umanità
Anche l'Uganda può vantare un ricco patrimonio di beni artistici e paesaggistici, riconosciuti anche a livello internazionale; alcuni sono stati iscritti nella Lista dei patrimoni dell'umanità dell'UNESCO.

### Cinema
L'industria cinematografica emergente in Uganda è conosciuta come Ugawood o talvolta Kinauganda dalla gente del posto. La produzione del 2005 Feelings Struggle, diretta da Ashraf Ssemwogerere, è considerata il primo film di Ugawood. Molti hanno affermato che questa industria cinematografica in costante crescita deriva da Hollywood, allo stesso modo di Nollywood e Bollywood. In un articolo pubblicato su un giornale locale in Uganda sulla denominazione dell'industria, i registi Kuddzu Isaac, Matt Bish e Usama Mukwaya sono stati citati per aver affermato che Ugawood sarebbe il nome più appropriato per l'industria. Il pubblico si reca alle video sale in cui i narratori chiamati "video jolly" traducono il dialogo e aggiungono i propri commenti. I clienti noleggiano anche DVD e guardano film in prima serata.
Alcuni film sono finanziati da ONG attraverso sovvenzioni culturali. Altri film sono prodotti con attrezzature fai-da-te e budget di produzione bassi. Nonostante i bassi budget di produzione, l'industria cinematografica dell'Uganda è piuttosto produttiva. La Ramon Film Productions di Isaac Nabwana, con sede a Wakaliga vicino a Kampala, ha prodotto più di 40 film d'azione a basso budget negli ultimi 10 anni. Lo studio è noto soprattutto per il film del 2010 Who Killed Captain Alex?, la cui produzione è costata $ 85.
L'industria ha anche un attore cinematografico forte e acclamato dal 2013. Jayant Maru di MAHJ Productions che ha regalato gemme dell'Uganda al BOX Office come The Route K3NT e KAT3 AND Sipi (film) che non solo sono stati nominati in diversi festival internazionali, ma ha anche riportato a casa numerosi riconoscimenti, senza dimenticare di avere i suoi film disponibili su Amazon Prime e piattaforme di intrattenimento in volo.
La Uganda Communications Commission organizza l'Uganda Film Festival per promuovere l'industria cinematografica. Nel 2013, il film State Research Bureau ha vinto quattro premi. Nel 2014, The Felistas Fable ha vinto quattro premi, tra cui quello per il miglior regista per Dilman Dila. Il Pearl International Film Festival si tiene ogni anno a Kampala.
Nel 2019, il film Kony Order from Above è stato il primo film ugandese a essere candidato all'Academy Award per il miglior lungometraggio internazionale.

### Uganda nello spazio
- 7 novembre 2022: viene lanciato PearlAfricaSat-1 [26], primo satellite dell'Uganda [27].

## Sport

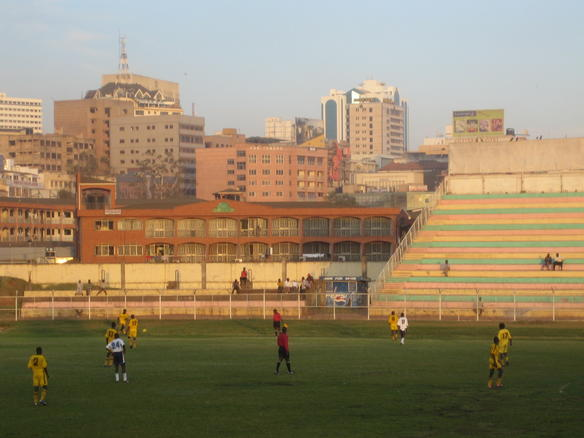
Lo stadio Nakivubo, nella capitale Kampala.

Gli sport più popolari sono il calcio, il rugby e il cricket. La Nazionale di calcio dell'Uganda è controllata dalla Federazione delle Associazioni Calcistiche dell'Uganda e non è mai riuscita a qualificarsi alla fase finale dei mondiali: tuttavia arrivò seconda alla Coppa d'Africa nel 1978. Il rugby è sempre più seguito, anche perché l'Uganda è riuscita a battere nazionali forti come la Namibia e il Marocco, divenendo sempre più forte. Anche nel cricket l'Uganda ha riportato storiche vittorie, come quella contro il Kenya.
Nella maratona vanta il campione olimpico 2012 di Londra Stephen Kiprotich e i primi 4 classificati ai mondiali di corsa in montagna 2013 sola salita.

### Giochi olimpici
La prima medaglia d'oro olimpica per l'Uganda venne dai 400 metri ostacoli con John Akii-Bua, ai Giochi olimpici di Monaco di Baviera 1972.
La prima medaglia olimpica venne vinta nel pugilato da Eridadi Mukwanga, medaglia di argento a Città del Messico 1968.

### Atletica leggera
La seconda medaglia d'oro la conquistò a Londra nel 2012 nella maratona Stephen Kiprotich. L'anno seguente, sempre Stephen Kiprotich e sempre nella maratona, vinse l'oro mondiale ai Campionati del mondo di atletica leggera 2013 a Mosca. In precedenza la mezzofondista Dorcus Inzikuru vinse i 3000 m siepi ai campionati del mondo 2005 a Helsinki.

## Gastronomia
La gastronomia ugandese non è molto varia: la base dell'alimentazione è costituita da matoke (banane verdi da consumarsi cotte in vari modi) e riso al sud, mentre nel nord è molto consumato il posho, una polenta bianca e dura di mais, spesso accompagnata da salse di legumi per ammorbidirla. Con l'arrivo di indiani e asiatici si stanno diffondendo piatti come chapatti, spesse piadine di mais, e samoosa, triangolini di pasta ripieni di carne, vegetali o fagioli. Tipici frutti del platano sono chiamati matoke.
Tra le bevande hanno un ruolo importante quelle derivate dalla banana come il mubisi e il tonto.

## Festività nazionale
- 9 ottobre: Independence Day/Siku ya uhuru - Giorno dell'indipendenza dal Regno Unito, nel 1962